# Campeonato Alemán de Fútbol 1924
El Campeonato Alemán de Fútbol 1924 fue la 17.ª edición de dicho torneo.

## Fase final

### Cuartos de final
| Berliner TuFC Alemannia 90 | 1 – 6 | FC Núremberg |

| Vereinigte Breslauer Spfr. | 0 – 3 | Hamburgo SV |

| SpVgg 1899 Leipzig | 6 – 1 | VfB Königsberg |

Duisburger SpV pasa automáticamente a las semifinales.

### Semifinales
| FC Núremberg | 3 – 1 | Duisburger SpV |

| Hamburgo SV | 1 – 0 | SpVgg 1899 Leipzig |

### Final
| FC Núremberg | 2 – 0 | Hamburgo SV |

|                                |
| Campeón FC Núremberg 3° título |